# Мласкавець ребристий
Мласкавець ребристий (Valerianella costata) — вид рослин з родини жимолостевих (Caprifoliaceae); поширений у південній Європі й Туреччині.

## Опис
Однорічна рослина до 10 см заввишки. Стебло б. м. кутасто-бороздчате. Стеблові листки ланцетні або лінійно-ланцетні, біля основи зубчасті. Квітки в головчатих небагатоквіткових напівзонтиках. Плоди неправильно округлояйцеподібні або майже кулясті, з боків злегка стислі, з товстими ребрами і глибокими борозенками, голі, іноді зморшкуваті, спереду і на спинці з 1 смужкою; безплідні гнізда майже рівні плодючим.

## Поширення
Поширений у південній Європі від Іспанії до України й у Туреччині.
В Україні вид зростає на степах, урвищах, схилах, солонцюватих луках і як бур'ян на відкритих місцях — у Степу, Кримському Лісостепу.